# Open de Tenis Comunidad Valenciana 2008
l'Open de Tenis Comunidad Valenciana 2008 è stato un torneo di tennis giocato sulla terra rossa. 
È stata la 14ª edizione dell'Open de Tenis Comunidad Valenciana,
che fa parte della categoria International Series nell'ambito dell'ATP Tour 2008. 
Si è giocato nel Club de Tenis Valencia di Valencia in Spagna, 
dal 12 al 20 aprile 2008.

## Campioni

### Singolare
David Ferrer ha battuto in finale  Nicolás Almagro con il punteggio di 4–6, 6–2, 7–6(2)

### Doppio
Máximo González /  Juan Mónaco hanno battuto in finale  Travis Parrott /  Filip Polášek con il punteggio di 7–5, 7–5